# Stadion Tumbe Kafe
Stadion Tumbe Kafe – wielofunkcyjny stadion w Bitoli, w Macedonii Północnej. Może pomieścić 6100 widzów, z czego 4100 to miejsca siedzące. Swoje spotkania rozgrywa na nim drużyna FK Pelister.